# 心魔 (2009年电影)
《心魔》，是一套2009年的電影，由马来西亚、香港、日本、韩国、台湾合资拍摄的电影，並先後到東京、釜山、倫敦、瑞士參展。

## 劇情
內容描寫兩母子在面對兒子與未成年少女發生性行為被控強姦後的心理變化。劇本根據台灣的真人真事改編，曾獲2007年第12届韩国釜山电影节的「亚洲电影基金」。

## 演員
- 惠英紅
- 徐天佑
- 黃明慧
- 周堅華（英语：Chew Kin Wah）
- 鍾雅敏
- 雅絲敏·阿莫

## 獎項
- 2009年香港亞洲電影節閉幕電影
- 瑞士盧卡諾國際電影節最佳亞洲電影獎
- 惠英紅 - 第46屆金馬獎「最佳女配角」
- 惠英紅 - 第16届香港電影評論學會大獎「最佳女演員」
- 惠英紅 - 第4屆亞洲電影大獎「最佳女配角」
- 黃明慧 - 第4屆亞洲電影大獎「最佳新人奬」
- 惠英紅 - 第29屆香港電影金像獎「最佳女主角」。
- 惠英紅 - 第10屆華語電影傳媒大獎「最佳女主角」。
- 惠英紅 - 第10屆中國長春電影節「最佳女主角」。
- 惠英紅 - 俄羅斯海參崴國際電影節「最佳女主角」。
- 惠英紅 - 優質華語電影大獎「最佳女主角」。

## 外部連結
- 《心魔》的Facebook專頁
- 開眼電影網上《心魔》的資料（繁體中文）
- 香港影庫上《心魔》的資料（繁體中文）
- 豆瓣电影上《心魔》的資料 （简体中文）
- 时光网上《心魔》的資料（简体中文）
- AllMovie上《心魔》的资料（英文）
- 爛番茄上《心魔》的資料（英文）
- 互联网电影数据库（IMDb）上《心魔》的资料（英文）